# Hemibela tyranna
Hemibela tyranna är en fjärilsart som beskrevs av Edward Meyrick 1885. Hemibela tyranna ingår i släktet Hemibela och familjen praktmalar, Oecophoridae. Inga underarter finns listade i Catalogue of Life.